# Mário Pedrosa
Mário Xavier de Andrade Pedrosa (Timbaúba, 25 de abril de 1900 — Rio de Janeiro, 5 de novembro de 1981) foi um advogado, escritor, jornalista, crítico de arte e ativista político brasileiro, iniciador das atividades da Oposição de Esquerda Internacional no Brasil, organização liderada por Leon Trótski, nos anos 1930, e da crítica de arte moderna brasileira, nos anos 1940.
Sobre Pedrosa e o também pernambucano Mário Schenberg, falou Lygia Clark: "A influência que ele (Schenberg) teve na minha personalidade foi enorme. Eu, sem cultura nenhuma, sugava todas as conversas que com ele tive, incorporando vivências de seu saber e, brincando, dizia: meus ouvidos foram fecundados por dois seres extraordinários, Mário Schenberg e Mário Pedrosa".

## Biografia

### Formação e primeiros anos
Mario Xavier é filho de Pedro da Cunha Pedrosa, que atuou como Senador da República e ex-ministro do Tribunal de Contas da União (TCU). Mario nasceu na cidade de Timbaúba, cidade do interior do Pernambuco, no ano de 1900.
No ano de 1913, deixou sua cidade para estudar na Europa, foi enviado para estudar no Institut Quinche, em Lausanne na Suíça, onde ficou até 1916.
No retorno para o Brasil, mudou-se para o Rio de Janeiro - então capital do país - foi estudar Direito na Faculdade Nacional de Direito (FND) instituição vinculada a Universidade Federal do Rio de Janeiro (UFRJ). Na graduação teve seus primeiros contatos com o marxismo em um grupo de estudos organizados pelo professor da instituição, Edgardo de Castro Rebello. Formou-se na universidade no ano de 1923.

### Carreira
Viveu em São Paulo e trabalhou como redator de política internacional no jornal Diário da Noite e produzia artigos de crítica literária. Filiou-se ao Partido Comunista Brasileiro (PCB) no ano de 1926.
No início de 1927, desistiu do emprego de agente fiscal do estado da Paraíba e foi para São Paulo assumir a direção local da Organização Internacional para Apoio a Revolucionários (Socorro Vermelho), fundada em 1922 pela Internacional Comunista para e prover auxílio moral e material para comunistas que eram presos e/ou perseguidos pelo mundo afora. Nessa época teve seus primeiros contatos com comunistas que se opunham ao stalinismo como Pierre Naville e Marcel Fourrier.
No dia 7 de novembro de 1927, foi enviado para a Rússia, onde faria um curso na Escola Leninista Internacional, em Moscou, mas adoece ao chegar na Alemanha, onde se estabelece e passa a militar contra os nazistas. Fez cursos sobre filosofia, estética e sociologia na Universidade Humboldt de Berlim. Teve como professores Breysig, Werner Sombart, Thurnewald, Sprangel e Vogel. Retorna ao Brasil em agosto de 1929.
Nessa época, em fevereiro e julho de 1928, ocorreram, respectivamente, a 9ª Plenária e o VI Congresso do Comitê Executivo do Comintern, que introduziriam no movimento comunista internacional a fase do “terceiro período”. Desse modo, os PCs (Partidos comunistas) deveriam passar de uma política passiva de defesa da União Soviética, para outra de “classe contra classe”, sem alianças possíveis, em busca da revolução imediata. Todas as forças de oposição ideológicas deveriam ser expulsas dos PCs, as forças de esquerda externas ao partido que não concordassem com as políticas da Comintern deveriam ser atacadas por polêmicas violentas. Nos sindicatos controlados pelos comunistas as demais forças políticas, como socialistas e anarquistas, deveriam ser expulsas, e nas categorias cujos sindicatos fossem controlados por forças não comunistas, os PCs deveriam montar “sindicatos vermelhos”. Levantes armados deveriam ser tentados sempre que possível, independentemente de suas possibilidades de sucesso. Leon Trotsky, que foi o mais importante críticos da política do “terceiro período”, fora enviado ao exílio. Opositores desta política eram sistematicamente expulsos dos PCs e isolados politicamente.
Nesse período, manteve correspondência com Rodolfo Coutinho e Lívio Xavier, que também se opunham às políticas adotadas pela direção do PCB.  Logo após o retornou ao Brasil, foi expulso por sua ligação com o movimento trotskista.
Em 21 de Janeiro de 1931, ao lado Lívio Xavier, Fúlvio Abramo, Aristides Lobo e Benjamin Péret fundou a Liga Comunista ligada à Oposição de Esquerda Internacional. Em 3 de setembro de 1938, em Périgny (França), Mário Pedrosa representou várias partidos operários da América-Latina no Congresso de Fundação da Quarta Internacional, com o pseudônimo de Lebrun, onde foi eleito para o Comitê Executivo Internacional (CEI) da IV Internacional.
Ao retornar do exílio, após o fim do Estado Novo, tornou-se crítico de arte do Correio da Manhã (1945-1951). Posteriormente, de O Estado de S. Paulo (1951-1956), Tribuna da Imprensa (1951-1956), Jornal do Brasil (1957-1961) e, novamente, do Correio da Manhã (1966-1968), em todos eles tendo período em que escrevia sobre política na seção opinativa. Nunca, porém, abandonou a militância política, conciliou-a como sua atividade jornalística.
Voltando ao Brasil de seu segundo exílio, que ocorreu entre 1970 e 1977, passou a defender a criação de um partido socialista. Em 1980 participa da fundação do Partido dos Trabalhadores (PT).

## Incentivador dos movimentos concretista e neoconcreto
Em suas atividades como crítico de arte, destaca-se como diretor do Museu de Arte Moderna de São Paulo (MAM), colaborando na criação do Museu de Arte do Rio de Janeiro (MAR), com papel destacado no surgimento do movimento concretista nesta cidade. Foi curador da segunda Bienal Internacional de Arte de São Paulo (1953) e secretário-geral da IV Bienal Internacional de Arte de São Paulo (1957), organizou o Congresso Internacional dos Críticos de Arte (1959) sobre a cidade de Brasília. Foi também vice-presidente da Associação Internacional de Críticos de Arte (AICA) entre os anos de 1957 e 1970 e presidente da Associação Brasileira de Críticos de Arte (ABCA) em 1962, além de ter sido membro do júri de várias bienais de artes plásticas em todo mundo.
Mário Pedrosa além de incentivador do movimento concretista e da poesia concreta, tendo escrito textos teóricos sobre o novo movimento literário e sido um defensor de "primeira hora" deste movimento, foi  "mentor" e "porta-voz" (Amaral, 2001: 51-56) da vanguarda carioca" do neoconcretismo, afastando-se do "objetivismo e racionalismo do movimento dos anos 50".
Homem de origem e trajetória política marxista e trotskista, Mário Pedrosa se afastou da concepção engajada de arte, predominante em parte da esquerda nos anos quarenta a sessenta do século XX e "surpreendeu ao valorizar a arte abstrata e os problemas de percepção da forma".
Rigorosamente moderno, foi admirado pelos jovens artistas de 1950 e advogou "a causa de uma possível tradição construtiva no Brasil". Dado isso, Mário Pedrosa foi, conforme define Otília Arantes, o crítico do movimento concretista.

## Arte e política
Mário Pedrosa, defensor de que a arte e a política são as duas formas mais elevadas da expressão humana, propunha, consequentemente, que a única postura que se possa ter diante delas é a do engajamento militante e crítico como homem, mas advogando sempre a plena liberdade da produção artística. Mário envolveu-se nestes dois universos desde a juventude, sendo amigo pessoal e cunhado do poeta surrealista francês Benjamin Péret, seu parceiro em muitas atividades políticas.
Marcelo Mari descreve a evolução do pensamento de Pedrosa sobre a relação Arte e Revolução Social no século XX:.
| “ | 'Em 1933, Pedrosa pronunciou uma conferência sobre a gravurista alemã Käthe Kollwitz e defendeu uma arte tendenciosa, que tomasse partido em favor da luta revolucionária e internacionalista do proletariado. Quase nove anos depois, no início da década de 1940, processou-se uma mudança na predileção do crítico que passou a apoiar uma arte sem mensagem social ou política explícita. (…) Na verdade, a explicação da mudança de interesse da arte proletária para o abstracionismo é um dos assuntos mais controvertidos na análise da obra de Pedrosa.' | ” |

Certamente uma explicação a esta questão estaria na ligação de Pedrosa com movimento trotskista e a IV Internacional, principalmente a partir do Manifesto por uma Arte Revolucionária Independente (1938), elaborado pelo artista surrealista André Breton e por Leon Trotsky. O Manifesto defendia que a arte tem um potencial libertário e revolucionário em si. Este manifesto foi publicado em português em 1945, no jornal Vanguarda Socialista, editado por Patrícia Galvão (Pagu) e Geraldo Ferraz, como resposta tanto à banalização da arte pelo capitalismo quanto ao seu cerceamento pelo stalinismo, através da imposição da estética do realismo socialista.
Esta sua postura que exigia "toda liberdade à arte" impregnou a II Bienal Internacional de Arte de São Paulo (1953), que trouxe para o Brasil Guernica, de Pablo Picasso, como obras dos principais mestres da vanguarda artística daquele momento: surrealistas, cubistas, futuristas italianos e abstracionistas, como Paul Klee, Mondrian, Alexander Calder, Edvard Munch, Marcel Duchamp e Juan Gris.
A Bienal de 1953 apresentou ainda uma sala especial em homenagem ao pintor ítalo-brasileiro Eliseu Visconti, considerado por Mario Pedrosa como o "inaugurador" da pintura nacional.. Afirmava Mário Pedrosa: "com as paisagens de Saint Hubert e de Teresópolis, Visconti é o inaugurador da pintura brasileira, o seu marco divisório. Nasce uma nova paisagem na pintura do Brasil. Ninguém na pintura brasileira tratou com idêntica maestria esse tema perigoso da luz tropical”.

## Chile
Vinte anos depois Mário Pedrosa, em seu exílio no Chile, durante o governo de Salvador Allende (1970-1973), fundou em Santiago o Museu da Solidariedade, um dos mais importantes do país. O acervo continha de mais de cinco mil obras de arte, entre as quais peças de artistas como Alexandre Calder, Miró, Soulages e Picasso. Elas foram doadas por estes artistas graças ao prestigio pessoal de Mário Pedrosa no mundo artístico internacional. Ao mesmo tempo colocou em contato militantes brasileiros exilados no Chile, anteriormente ligados à guerrilha, com o trotskista argentino Nahuel Moreno, de onde surgirão a Liga Operária e a Convergência Socialista.
Seus escritos e suas reflexões sobre arte e estética o tornam um dos grandes pensadores brasileiros e orientam até hoje muitos artistas de vanguarda no Brasil. A premissa de que a arte tem um potencial libertário e revolucionário em si e não como propaganda de posições políticas se alastrou em seus escritos no jornal Vanguarda Socialista. Pedrosa era homem múltiplo, como bem disse a crítica de arte Aracy Amaral.

## Mário Pedrosa, abstração, tradição local e concretismo
Apesar de engajado em um projeto político socialista, Mário Pedrosa foi contra a arte do chamado realismo socialista, pois considerava, por exemplo, que toda pintura é abstrata, postulando que não é "a maior ou menor fidelidade da representação externa" que determinará "a maior ou menor qualidade estética".
Pedrosa foi um incentivador de movimentos de vanguarda como o concretista e neoconcretismo e a poesia concreta brasileira desde o seu início, na década de 1950, tendo sido um dos poucos críticos de arte que a acolheram bem, por representar um diferencial na arte brasileira.
Autor de importantes escritos teóricos como Poeta e Pintor Concreto (1957), sobre o novo movimento literário é defensor de "primeira hora" do concretismo. No entanto, desde o início preocupou-se com a questão de procurar unir a "brasilidade", a "tradição cultural" e um certo "localismo", a uma arte mais "universal", como a abstrata e o concretismo, estes dois pouco aceitos pela velha-guarda do modernismo brasileiro. Por isso, vê na pintura de Alfredo Volpi uma conciliação destes dois aspectos, considerando-o como "o mestre brasileiro" de nossa época, distinguindo-o, como o artista concretista e abstrato, dos poetas concretistas de São Paulo.
Torna-se posteriormente 'mentor' da "vanguarda carioca" do neoconcretismo e afasta-se do "objetivismo e racionalismo do movimento dos anos 50". Pedrosa, embora não tirasse os méritos da vanguarda paulista e considerasse os cariocas "quase românticos", lança as bases que permitiram aos neoconcretistas produzir sua contestação ao primeiro concretismo. Considera Mário Pedrosa que a tendência expressiva que se encontrará nestes artistas, à exemplo da pintura de Kandinsky, é a origem de toda a arte, e que a união da sensibilidade com a inteligência teria produzido as obras de arte "mais vivas" da modernidade .

## Atividade Política
Em 1927, foi enviado para a União Soviética, pelo PCB, para cursar a Escola Leninista, instituição formadora de militantes comunistas. No entanto, uma doença o obrigou a interromper a viagem na Alemanha. Lá teve contato com as críticas de Trotsky à política do Partido Comunista da União Soviética e da Internacional Comunista e iniciou uma intensa correspondência com o amigo Lívio Xavier que tornou-se, então, o elo de ligação com o grupo de jovens intelectuais comunistas que tinham divergências com a política do PCB desde pelo menos 1928.
Em agosto de 1929 retornou ao Brasil e organizou esse grupo em uma agremiação chamada Grupo Comunista Lenine (GCL). Esta organização incluía intelectuais como Rodolfo Coutinho e Lívio Xavier que foram signatários do panfleto da Oposição Sindical que criticara a política sindical do PCB e sua falta de centralismo democrático. Esse grupo já havia saído do PCB na “Cisão de 1928”. Outra cisão ocorreu em 1929, que incluiu alguns sindicalistas.
Em janeiro de 1931, foi fundada a Liga Comunista que seria a organização na qual militaram os comunistas que não tinham espaço no PCB.
No dia 1º de Maio de 1934, a Liga Comunista passou a se denominar como Liga Comunista Internacionalista e a trabalhar pela criação da IV Internacional. No dia 7 de outubro de 1934, foi ferido por um tiro na batalha campal que opôs a Frente Única Antifascista à Ação Integralista Brasileira na Praça da Sé, em São Paulo.
No ano de 1935, se mudou para o Rio de Janeiro com sua companheira Mary Houston. Nesse período ajudou clandestinamente a Aliança Nacional Libertadora (ANL). Com o fracasso da Intentona Comunista de 1935, passou a ser procurado pela polícia. Depois disso, em conjunto com a ala esquerda do PCB liderada por Hermínio Sachetta, lançou a candidatura simbólica de Luis Carlos Prestes, então aprisionado, à Presidência da República.
No final de 1937, foi clandestinamente para a França, para evitar sua prisão no Brasil, onde, participou, em 3 de setembro de 1938, da reunião de fundação da IV Internacional, na periferia de Paris.
Em 24 de outubro de 1940, iniciou uma viagem de retorno ao Brasil, na qual passou pelo Peru, Bolívia, Chile, Argentina e Uruguai. Nesses países fez contatos com líderes trotskistas, nas quais defendeu uma ruptura com a IV Internacional, pois era contrário à defesa da União Soviética na II Guerra Mundial. Chegou ao Rio de Janeiro, em 26 de fevereiro de 1941, onde foi preso no dia 3 de março, tendo sido solto com a condição de embarcar para os Estados Unidos imediatamente.
Em 1945, retornaria ao Brasil e fundaria o jornal: "Vanguarda Socialista", que circularia até 1948, e a organização União Socialista Popular. Apoiou a candidatura à presidência do Brigadeiro Eduardo Gomes num manifesto no qual se exigia a elaboração de uma constituinte democrática.
No ano de 1947, a União Socialista Popular se juntaria à Esquerda Democrática, que era um setor da União Democrática Nacional (UDN) que reunia desde antigas lideranças da esquerda brasileira como João Mangabeira, Astrogildo Pereira, Nestor Duarte e Bayard Boiteux, e à União Democrática Socialista, que contava com intelectuais como Antonio Candido e Aziz Simão, para formar o Partido Socialista Brasileiro (PSB). Permaneceria no PSB até 1965, quando, em decorrência da extinção do PSB, ingressou no Movimento Democrático Brasileiro (MDB).
Em julho de 1970, em decorrência da decretação de sua prisão preventiva, refugia-se na Embaixada do Chile, onde aguardou, durante três meses, a expedição de salvo-conduto para viajar para aquele país. Em 1971, exilou-se no Chile e, em 1973, na França.
Em 1977, voltou ao Brasil e passou a acompanhar o ressurgimento das lutas sindicais no ABCD paulista. Em agosto de 1978, foi publicado seu artigo: "Carta a um Operário", dirigida a Luiz Inácio da Silva, na qual sugeriu a formação de um Partido dos Trabalhadores.
Dois anos após o golpe militar de 1964, publicou dois livros: (A Opção Brasileira e A Opção Imperialista) onde faz um estudo e análise daquele regime e de suas determinações. Estes se concentram em explicar a situação brasileira contemporânea a partir do capitalismo internacional imperialista e, principalmente pelo papel da economia estado-unidense. Analisa o caráter da burguesia brasileira e do capitalismo nacional em sua articulação com o capitalismo internacional para que se entendesse a vida política nacional durante a ditadura militar.
Mário Pedrosa refutava a hipótese, dominante em amplos setores da esquerda, de que seria possível uma revolução burguesa no Brasil. No Brasil, afirmava Pedrosa, toda modernização se fez através do Estado. Contrapunha-se assim às teses de Celso Furtado e do Partido Comunista Brasileiro, negando que a modernização do país seria feita possível pelas instituições burguesas democráticas, sendo o golpe de 64 expressão disto.
Seria assim impossível a existência de uma burguesia industrial progressista em favor das instituições democráticas e, ao mesmo tempo, do desenvolvimento social. O setor agrário, vinculado ao capital externo devido às necessidades de exportação, era exatamente aquele que promovia a incipiente industrialização do país e, portanto, jamais se colocaria por uma política econômica que não fosse submissa aos interesses do capital internacional. Segundo Pedrosa as articulações da burguesia nacional com o capitalismo internacional foram fundamentais na deflagração do golpe militar de 1º de Abril de 1964.

## O golpe de 1964: um Bonapartismo nos trópicos?
Em sua obra A opção Brasileira, Pedrosa analisa o regime militar de 1964 e o governo de Getúlio Vargas sob a luz da obra de Karl Marx " O 18 de Brumário". Mário Pedrosa reconhece semelhanças com o regime bonapartista, mas rejeita esta comparação. O regime de 1964, segundo ele, não estava "acima de todas as classes", mas ligado ao capital financeiro internacional sendo "um adido militar da embaixada estadunidense no Brasil", indo prejudicar setores da própria burguesia nacional.

## Influências
Conforme descreve Otília Arantes, Mário Pedrosa foi responsável pela criação do primeiro núcleo de artistas concretos no Rio de Janeiro, com Ivan Serpa, Almir Mavignier e Abraham Palatnik. Acompanhou e estimulou a carreira dos mais influentes artistas brasileiros da segunda metade do século XX, como Lygia Clark, Hélio Oiticica, Lygia Pape e Amilcar de Castro, entre muitos outros intelectuais.

## Vida pessoal
Filho do senador Pedro da Cunha Pedrosa, Mário, possuiu cinco irmãos, incluindo Homero Pedrosa, professor da Faculdade de Arquitetura e Urbanismo da Universidade Federal do Rio de Janeiro. Quando morreu, tinha três netos. Declarava-se ateu.
Mario foi casado com Mary Houston durante quarenta e seis anos.

## Morte
Pedrosa morreu na madrugada do dia de 5 de novembro de 1981, aos 81 anos, em sua residência no bairro de Ipanema, no Rio de Janeiro vitimado por um câncer. Seu corpo foi enterrado no Cemitério de São João Batista, localizado no bairro de Botafogo. Na edição do Jornal do Brasil, de sua morte recebeu condolências de nomes como Ferreira Gullar, Lygia Pape, Prestes, Hélio Pellegrino e Alfredo Volpi.

## Legado
No ano de 2006, no primeiro mandato do presidente Lula (PT), Mario foi agraciado com a medalha da Ordem do Mérito Cultural (OMC) sob a homenagem in memorian. A cerimônia contou com a presença do então presidente Lula, a primeira-dama Marisa Letícia e do ministro da cultura, Gilberto Gil.

## Trabalhos de Mário Pedrosa

### Tese de livre-docência
- Da Natureza Afetiva da Forma na Obra de Arte. 1949, publicada em 1952.[114]
- Tese para concurso : Da missão francesa seus obstáculos políticos, mimeografado, s.d. Colégio Pedro II. cadeira de História.[115]

### Livros publicados
- Arte: Necessidade Vital. Livraria da Casa, 1949.[47]
- Panorama da Pintura Moderna. Rio de Janeiro: Ministério de Educação e Saúde, 1952.[46]
- Crescimento e Criação (Mario Pedrosa e Ivan Serpa), Rio de Janeiro, 1954.[6]
- Dimensões da Arte. Rio de Janeiro: Ministério da Educação e Cultura, 1962.[6]
- A Opção Brasileira. Rio de Janeiro: Editora Civilização Brasileira, 1966.[101]
- A Opção Imperialista. Rio de Janeiro: Editora Civilização Brasileira, 1966.[96]
- Arte Brasileira Hoje. Com Aracy Amaral, Mário Schenberg, ... [et al.] ; coord. geral de Ferreira Gullar / Rio de Janeiro : Paz e Terra , 1973 .
- Calder. Paris : Maeght éditeur , 1975.[116]
- Mundo, Homem, Arte em Crise. São Paulo: Editora Perspectiva, 1975.(org. Aracy Amaral).[117]
- Arte, Forma e Personalidade. São Paulo: Kairós, 1979.[118]
- A Crise Mundial do Imperialismo e Rosa Luxemburgo. Rio de Janeiro: Civilização Brasileira, 1979.[119]
- Sobre o Partido dos Trabalhadores. São Paulo: Ched, 1980.[120]
- Dos Murais de Portinari aos Espaços de Brasília. São Paulo: Editora Perspectiva, 1981.(org. Aracy Amaral)[121]
- Política da Artes. Textos Escolhidos I. São Paulo: Edusp, 1995. (org. Otília Arantes)[122]
- Forma e Percepção Estética. Textos Escolhidos II. São Paulo: Edusp, 1996. (org. Otília Arantes).[123]
- Acadêmicos e Modernos. Textos Escolhidos III. São Paulo: Edusp, 1998. (org. Otília Arantes).[124]
- Modernidade Cá e Lá. Textos Escolhidos IV. São Paulo: Edusp, 2000. (org. Otília Arantes).[125]
- Arquitetura - Ensaios críticos. org. Guilherme Wisnik. Cosac Naify, 2015.[126]
- Arte - Ensaios. Organização: Lorenzo Mammì. Cosac Naify, 2015.[127]

## Filmografia sobre Mário Pedrosa
- Formas do Afeto. Um filme sobre Mário Pedrosa. Direção: Nina Galanternick, 2010 in https://vimeo.com/95897947